# Whitfieldia arnoldiana
Whitfieldia arnoldiana är en akantusväxtart som beskrevs av Wildem. och Th. Dur.. Whitfieldia arnoldiana ingår i släktet Whitfieldia och familjen akantusväxter. Inga underarter finns listade i Catalogue of Life.